# آرثر كورن
آرثر كورن (بالألمانية: Arthur Korn)‏ (و. 1870 – 1945 م) هو فيزيائي، ورياضياتي، وأستاذ جامعي من ألمانيا. ولد في فروتسواف.
توفي في جيرسي سيتي، عن عمر يناهز 75 عاماً.

## مناصب وهيئات
أدار جامعة لودفيش ماكسيميليان في ميونخ، ومعهد برلين للتكنولوجيا.

## روابط خارجية
- آرثر كورن على موقع الموسوعة البريطانية (الإنجليزية)